# Le Monstre de Londres

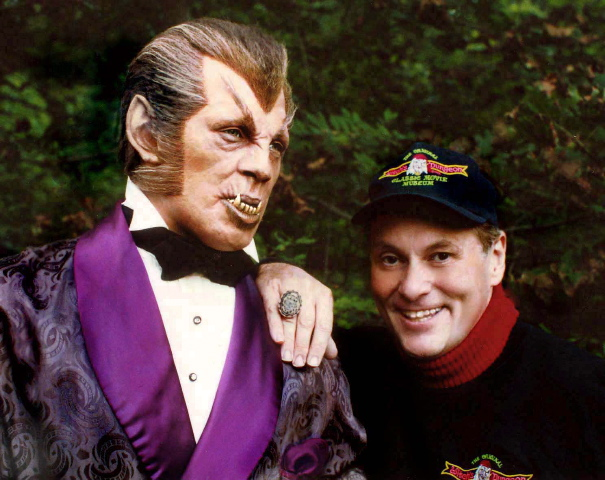
Cortlandt Hull avec la figure de son grand-oncle, l'acteur Henry Hull dans le rôle de "Le monstre de Londres"

Le Monstre de Londres (Werewolf of London) est un film américain de loup-garou de Stuart Walker, sorti en 1935. C'est un classique du film d'horreur.

## Synopsis
Lors d'une expédition au Tibet, le docteur Glendon est attaqué dans le noir par une bête étrange. De retour à Londres, il se transforme les soirs de pleine lune en loup. Pour vaincre la malédiction, il se met à la recherche d'une fleur asiatique extrêmement rare.

## Fiche technique
- Titre français : Le Monstre de Londres
- Titre original : Werewolf of London
- Réalisation : Stuart Walker
- Scénario : John Colton, Robert Harris
- Producteurs : Stanley Bergerman, Robert Harris
- Musique : Karl Hajos
- Directeur de la photographie : Charles J. Stumar
- Montage : Russell F. Schoengarth, Milton Carruth
- Direction artistique : Albert S. D'Agostino
- Ingénieur du son : Frank Artman, Donald Cunliff, Gilbert Kurland, Bob Richards
- Pays de production : États-Unis
- Langue : anglais
- Format : noir et blanc - 1.37:1 - son : Mono (Western Electric Noiseless Recording)
- Genre : Épouvante
- Durée : 75 min
- Dates de sortie :
  - États-Unis : 13 mai 1935
  - France : 8 décembre 1937